# Оравска Јасењица
Оравска Јасењица (слч. Oravská Jasenica) насељено је мјесто са административним статусом сеоске општине (слч. obec) у округу Наместово, у Жилинском крају, Словачка Република.

## Становништво
| Година:    | 1994. | 2004.    | 2014.    | 2024.    |
| ---------- | ----- | -------- | -------- | -------- |
| Број људи: | 1412  | 1575     | 1789     | 1992     |
| Разлика:   |       | +11,54 % | +13,58 % | +11,34 % |

| Година:    | 2023. | 2024.   |
| ---------- | ----- | ------- |
| Број људи: | 1973  | 1992    |
| Разлика:   |       | +0,96 % |

Према подацима о броју становника из 2024. године насеље је имало 1992 становника.